# Romanian Music Awards 2022
Romanian Music Awards 2022 este a 14-a ediție a premiilor muzicale Romanian Music Awards, gală care recompensează cei mai buni artiști din muzica românească pentru realizările lor din ultimele 12 luni. Gala revine după o pauză de opt ani, precedenta ediție având loc în 2014. Nominalizările au fost făcute la 15 categorii, iar publicul a avut ocazia de a-și vota favoriții. Evenimentul a fost organizat la Râmnicu Vâlcea, iar postul de televiziune Music Channel si platforma Tik Tok au transmis în direct, pe data de 22 septembrie.

## Nominalizări
| Albumul anului | Grupul anului |
| --- | --- |
| - YNY Sebi – "Most wanted" - Adda – "Fata din diamant" - Alina Eremia – "Deja Vu" - AMI – "Enigma" - Liviu Teodorescu – "Lite Moments Vol 4"                             | - DJ Project & Emaa – "La timpul lor" - 3 Sud Est – "De-ar vorbi inima" - Holograf – "Am ales cu sufletul" - Vunk – "Dorul are multe forme" - Zdob și Zdub – "Trenulețul"      |
| Cea mai bună melodie dance | Cea mai bună melodie rock/alternative |
| - Minelli – "MMM" - DJ Sava feat. Connect-R – "Jamaica" - Holy Molly – "Watch me" - Inna feat. Sean Paul – "Up" - Manuel Riva feat. IRAIDA – "Modern love"               | - Jean Gavril – "Aur" - Basska, MCM, Ioana – "One love" - Bere Gratis feat. Theo Rose – "Ziua ta" - Subcarpați – "Câte-s sub stele" - The Mono Jacks – "Umeri aurii"           |
| Cel mai bun show live | Cel mai bun debut |
| - Elena Gheorghe - Connect-R - Raluka - Smiley - Stefania | - Johny Romano – "Na janau" - Andia – "Sfârșitul lumii" - Rareș – "Nașpa" - WRS – "Llamame" - YNY Sebi & Bogdan DLP – "Tarabanele"                                             |
| Cea mai bună interpretă | Cel mai bun cântec trap/hip-hop |
| - Theo Rose – "Fructul interzis" - Andia – "Sfârșitul lumii" - Andra – "Pas cu pas" - Antonia – "Complicated" - Inna – "Up"                                              | - Cabron feat. Theo Rose – "Fructul interzis" - Azteca – "Relație cu bancnotele" - Killa Fonic & Delia – "Cum am știut" - Spike – "Zeu" - YNY Sebi & Bogdan DLP – "Tarabanele" |
| Cel mai bun cântec | Cea mai bună prezență în social media |
| - Connect-R & Smiley – "Rita" - Andia – "Sfârșitul lumii" - DJ Project & Emaa – "La timpul lor" - Holy Molly & Tata Vlad – "Plouă" - Johny Romano – "Na janau"           | - Dorian Popa - Andra - Emilian - Iuliana Beregoi - Speak |
| Cel mai bun interpret | Cel mai bun cântec pop |
| - Connect-R – "Rita" - Carla's Dreams – "Victima" - Mario Fresh – "Necesar" - Shift – "Sacrificii" - Smiley – "Scumpă foc"                                               | - Andia – "Sfârșitul lumii" - Juno & Mira – "Toată noaptea" - Juno & Raluka – "Două inimi" - Nicole Cherry – "Scrie-mi pe suflet" - Smiley & Juno – "Scumpă foc"               |
| Cel mai bun videoclip | Cel mai bun DJ |
| - Smiley & Juno – "Scumpă foc" - Andia – "Sfârșitul lumii" - DJ Project & Emaa – "La timpul lor" - Juno & Raluka – "Două inimi" - Lora & Marius Moga – "Vrei să te mint" | - Dirty Nano - DJ Deny - DJ Sava - Manuel Riva - Paul Damixie |
| Border Breaker | Lifetime Award |
| - Inna | - Loredana |
| Cel mai bun featuring | |
| - Emilian & Theo Rose – "De trei zile nu am somn" | |

## Artiști cu multiple premii
- Connect-R  – 2